# Dieter Reiter
Dieter Reiter (nasceu a 19 de Maio de 1958 em Rain, Suábia) é um político alemão e actualmente prefeito de Munique, a capital do estado alemão da Baviera. É membro do  Partido Social-Democrata. Foi eleito para o cargo em Março de 2014, derrotando Josef Schmidt com cerca de 56 por cento dos votos.